# Otto Jaeschke

Otto Jaeschke

Otto Hugo Willi Jaeschke (* 17. November 1890 in Brodelwitz, Kreis Steinau; † 2. Mai 1957 in Soest) war ein deutscher Politiker (NSDAP).

## Leben und Wirken
Jaeschke, von Beruf Landwirt, nahm als Soldat am Ersten Weltkrieg teil. Er trat zum 1. Juni 1931 der NSDAP bei (Mitgliedsnummer 543.905) und wurde Ortsgruppenfachberater. Von 1932 bis 1938 war er landwirtschaftlicher Kreisfachberater. Im Landkreis Wohlau war er ab 1934 Kreisbauernführer. Bei der Landesbauernschaft Schlesien wurde er 1935 Landesobmann des Reichsnährstands und 1938 schließlich schlesischer Landesbauernführer. In der SS (Mitgliedsnummer 276.207) erreichte er den Rang eines Standartenführers.
Jaeschke war Preußischer Provinzialrat. Nachdem er bereits bei der Reichstagswahl am 29. März 1936 erfolglos kandidiert hatte, trat Jaeschke am 19. Juli 1939 im Nachrückverfahren für den verstorbenen Abgeordneten Johannes von Reibnitz als Abgeordneter in den nationalsozialistischen Reichstag ein, in dem er bis zum Ende der NS-Herrschaft den Wahlkreis 7 (Breslau) vertrat.